# Armadillo Run
Armadillo Run là một game giải đố do Peter Stock tạo ra và phát hành vào năm 2006.

## Mục tiêu
Mục đích của trò chơi là đưa Armadillo, một vật thể giống như bóng rổ màu vàng (một đại diện cách điệu của một con armadillo cuộn lại) đến mục tiêu màu xanh (một dạng "Portal") bằng cách tạo ra một cấu trúc sử dụng các vật liệu khác nhau, khi được kích hoạt, sẽ đưa Armadillo đến mục tiêu trong khi vẫn giữ trong một ngân sách đôi khi nghiêm ngặt. Trò chơi có thể được mô tả như là sự pha trộn giữa Bridge Builder và The Incredible Machine, và chắc chắn được lấy cảm hứng từ Rube Goldberg. Người tạo ra nó, Peter Stock, đã trích dẫn Bridge Builder và Stair Dismount cho việc xây dựng và bản chất năng động của trò chơi.

## Lối chơi
Game chính có 50 màn chơi "bình thường" để hoàn thành và một số màn thưởng nếu người chơi có đủ tiền để mở khóa.
Mỗi màn đều bắt đầu với Armadillo, mục tiêu, các nút khác nhau và, hầu hết thời gian, một số phần không thể di chuyển. Các nút lớn hơn được cố định tại chỗ; chúng không thể phá hủy và được sử dụng làm điểm gắn kết. Người chơi có quyền tiếp cận sợi dây thừng, thanh kim loại, tấm kim loại, vải, cao su, dây chun và tên lửa làm vật liệu chế tạo máy. Người chơi cũng có thể thay đổi độ căng của hầu hết các thành phần, cũng như đặt hẹn giờ cho một số thành phần bị hỏng. Ở một số màn chơi, một số tính năng hoặc vật liệu không có sẵn. Người chơi phải đảm bảo cấu trúc đưa Armadillo đến mục tiêu trong phạm vi ngân sách cho màn đó và giữ nó ở đó trong năm giây.
Mỗi vật liệu có một chi phí liên quan đến việc sử dụng nó và người chơi có một số tiền nhất định để sử dụng cho mỗi màn chơi. Nếu họ tạo ra một cấu trúc đưa Armadillo đến mục tiêu, nhưng tốn nhiều tiền hơn và người chơi sẽ thất bại ở màn đó. Vì có số lượng giải pháp hầu như không giới hạn cho mỗi màn, người chơi được khuyến khích cố gắng đưa ra cách rẻ nhất có thể để hoàn thành màn chơi đó.
Armadillo Run còn có công cụ tạo màn, và khuyến khích người chơi chia sẻ màn chơi của họ với nhau thông qua trang web Armadillo Run. Người chơi cũng có thể chia sẻ các giải pháp của mình cho các cấp thông qua trang web, để nếu họ thực sự bị mắc kẹt, họ có thể thấy những người khác đã hoàn thành màn đó như thế nào và cố gắng hoàn thành nó với số tiền còn lại trong ngân hàng.
Người chơi cũng có thể tạo các cấp độ mà người xem không cần chỉnh sửa bất cứ thứ gì (và đôi khi không thể.) Các cấp độ này hiển thị các cách khéo léo để hoàn thành cấp độ, với mọi thứ từ tàu lượn siêu tốc được mô phỏng đến man rượt đuổi xe trừu tượng và hiển thị sử dụng rộng rãi engine vật lý của trò chơi.

## Đón nhận
Trò chơi đã được giới phê bình đón nhận khá tốt; Metacritic đặt điểm đánh giá trung bình ở mức 88%. Nó cũng giành được Giải Vàng từ Game Tunnel, và 88% từ PC Gamer UK. Nó cũng được đề cử cho Liên hoan Game Độc lập năm 2007 cho cả hai giải thưởng Seumas McNally Grand Prize và Design Innovation.